# حمام سولا
حمام سولا مربوط به سده‌های ۱۰ تا ۱۳ ه.ق است و در شهرستان نمین، بخش مرکزی، دهستان ویکلیج شمالی، روستای سولا واقع شده و این اثر در تاریخ ۱۲ دی ۱۳۸۶ با شمارهٔ ثبت ۲۰۳۸۰ به‌عنوان یکی از آثار ملی ایران به ثبت رسیده است.